# Nipponaclerda biwakoensis
Nipponaclerda biwakoensis är en insektsart som först beskrevs av Kuwana 1907.  Nipponaclerda biwakoensis ingår i släktet Nipponaclerda och familjen Aclerdidae. Inga underarter finns listade i Catalogue of Life.